# Großsteingrab Toftegård
Das Großsteingrab Toftegård war eine megalithische Grabanlage der jungsteinzeitlichen Nordgruppe der Trichterbecherkultur im Kirchspiel Ramløse in der dänischen Kommune Gribskov. Die Reste des Grabes wurden 1993 archäologisch untersucht, danach wurde es abgetragen.

## Lage
Das Grab lag nördlich von Toftegård auf einem Feld. In der näheren Umgebung gibt bzw. gab es mehrere weitere megalithische Grabanlagen. Erhalten ist der etwa 550 m nordwestlich gelegene Runddysse von Tågerup Mølle.

## Forschungsgeschichte
Vilhelm Boye vom Dänischen Nationalmuseum führte 1886 eine Dokumentation der Fundstelle durch. 1942 erfolgte eine weitere Dokumentation durch Mitarbeiter des Museums. Wegen des sehr schlechten Erhaltungszustands wurde der Schutz der Anlage 1990 aufgehoben. 1993 führte J. Aa. Pedersen vom Museum in Gilleleje eine Ausgrabung durch. Danach wurden die Überreste des Grabes abgetragen.

## Beschreibung

### Architektur
Die Anlage besaß eine nord-südlich orientierte Hügelschüttung, die bereits 1886 nur noch in Resten erhalten war. Boye gab ihre Länge mit 18,5 m und ihre Breite mit 5 m an. Bei der Grabung von 1993 konnten die ursprünglichen Ausmaße nicht sicher bestimmt, sondern nur indirekt abgeschätzt werden. Der Hügel könnte demnach eine Länge von etwa 20 m und eine Breite von etwa 7 m besessen haben.
Der Hügel enthielt zwei Grabkammern, die beide als kleine Dolmen anzusprechen sind. Die Kammer am Nordende des Hügels war nord-südlich orientiert und besaß einen rechteckigen Grundriss. Sie hatte eine Länge von 1,9 m und eine Breite von 1,3 m. Die Kammer bestand aus vier Wandsteinen, von denen 1993 nur noch einer erhalten war. Bei der Grabung konnten aber die Standspuren der anderen Steine ausgemacht werden. Weiterhin wurden Reste des Bodenpflasters gefunden.
Die Kammer am Südende des Hügels war ost-westlich orientiert und besaß einen rechteckigen Grundriss. Sie hatte gemäß Boye eine Länge von 1,5 m und eine Breite von über 0,7 m. Bei der Grabung von 1993 wurden keine Reste dieser Kammer mehr festgestellt.
Nördlich östlich und südöstlich des Hügels wurden 1993 15 Gruben entdeckt, die aufgrund der darin gefundenen Keramik in die späte Bronzezeit datieren.

### Funde
Aus der nördlichen Grabkammer konnten keine Funde geborgen werden. Aus ihrer unmittelbaren Umgebung stammen zwei Mahlsteine. In zwei Gruben wurden Scherben von mehreren spätbronzezeitlichen Keramikgefäßen entdeckt, in zwei weiteren Gruben verbrannte Tierknochen.